# Jim Barnes
|  | Per a altres significats, vegeu «Jim Barnes (jugador de bàsquet)». |

Jim Barnes (Summerfield, Oklahoma, 1933) fou un escriptor estatunidenc. Barreja de choctaw i gal·lès, graduat en literatura per la universitat d'Arkansas. Ha escrit The American book of the dead (1982), Five Missouri Poets (1979) i On native ground: memoirs and impressions (2003).